# Квадратне колесо

Анімація плавного руху квадратного колеса по обернених ланцюгових лініях.

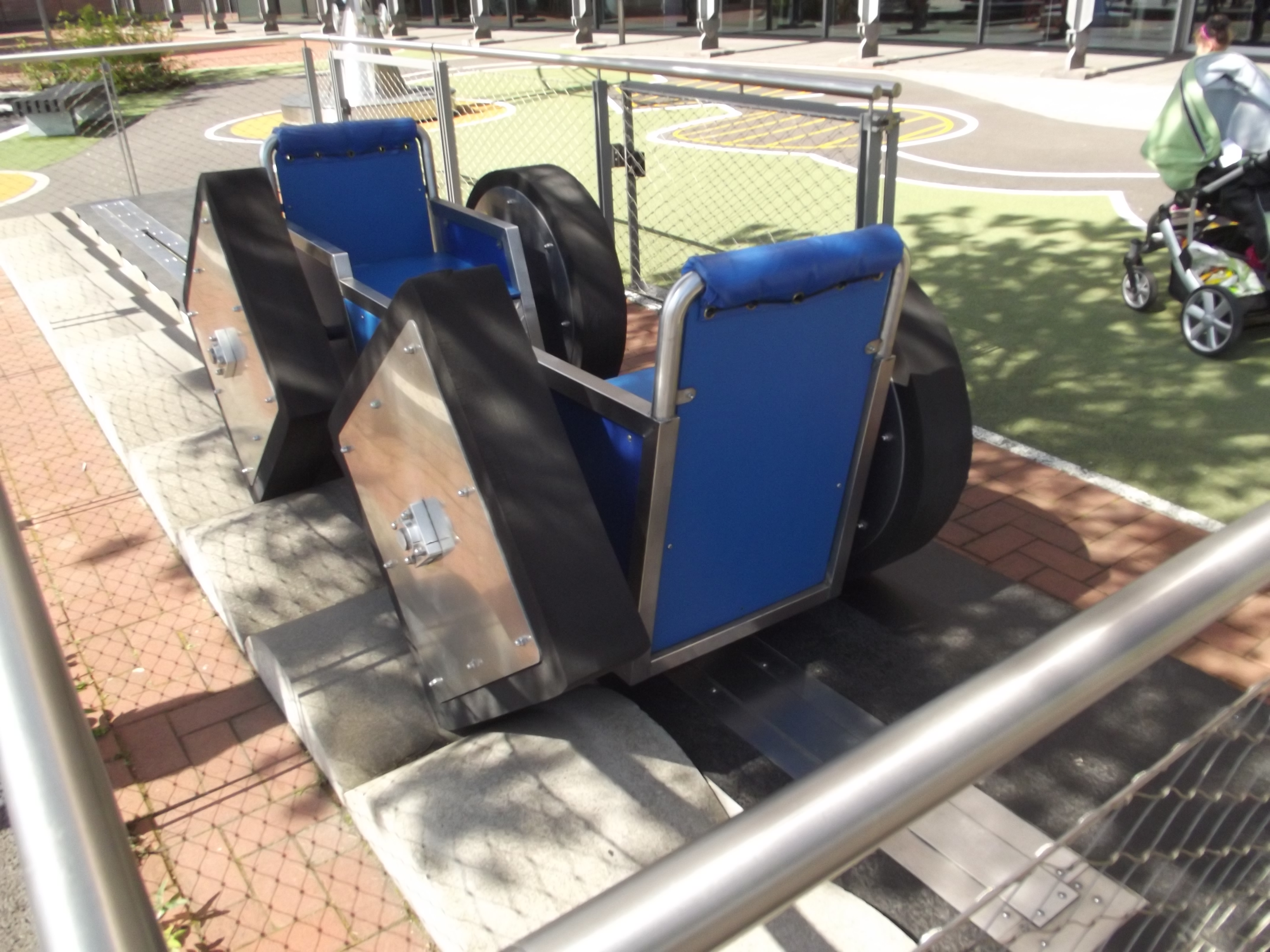
Прототип візка з квадратними колесами на дещо зміненій поверхні. Парк музею Тінктенк, Бірмінгем.

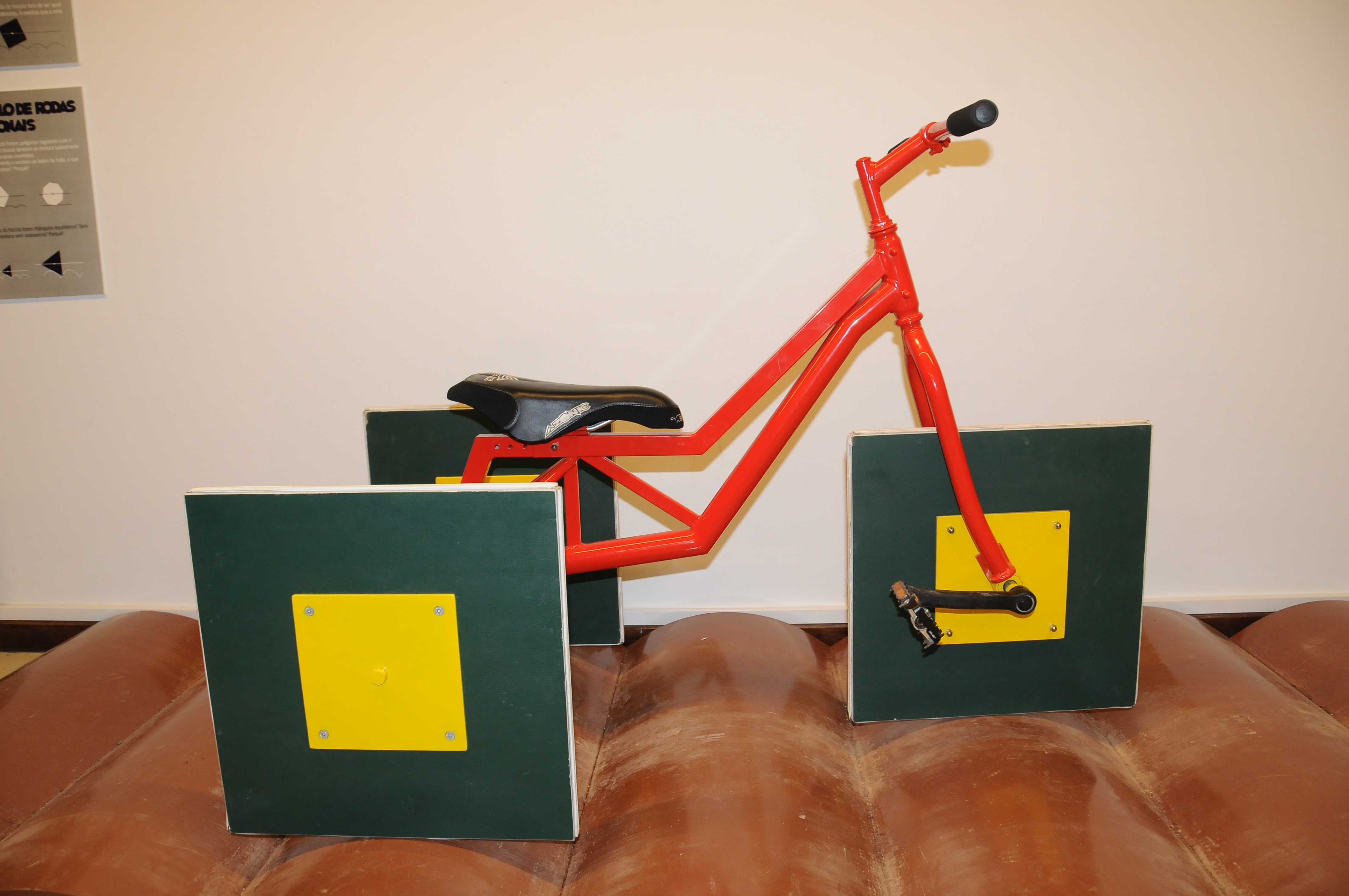
Триколісний велосипед з квадратними колесами

Квадратне колесо — вид колеса, що має квадратну форму замість традиційної круглої.
Пересування квадратного колеса можливе тільки по поверхні, переріз якої складається з обернених однакових ланцюгових ліній (катенарій) належного розміру й кривизни.
Інший тип транспортного засобу з квадратними колесами був винайдений у 2006 році Джейсоном Вінклером з компанії Global Composites, Inc. у США. Його квадратні колеса з'єднані разом і зміщені одні стосовно одних під кутом 22,5°, переміщаються по плоскій поверхні. Прототип здається поки незграбним, але винахідник вважає, що система може бути корисною в мікроскопічних машинах (МЕМС).
У 1997 році Стен Вегон, викладач математики з Макалестерського коледжу, сконструював перший прототип катенарного триколісного велосипеда. Вдосконалена модель з сучасних матеріалів була побудована, коли первісна машина прийшла в непридатність у квітні 2004 р.